# Lättvikt i boxning vid olympiska sommarspelen 1992
Resultat från boxning vid olympiska sommarspelen 1992 och herrarnas lättvikt. Boxarna vägde under 60 kg. Tävlingarna arrangerades i Pavelló Club Joventut de Badalona i Barcelona.

## Medaljörer
| Klass    | Guld                   | Silver                   | Brons                             |
| Lättvikt | Oscar de la Hoya · USA | Marco Rudolph · Tyskland | Namjilyn Bayarsaikhan · Mongoliet |
| Lättvikt | Oscar de la Hoya · USA | Marco Rudolph · Tyskland | Hong Sung-Sik · Sydkorea          |

## Resultat

### Första rundan
| Vinnare                     | Resultat      | Förlorare                       |
| Första rundan               | Första rundan | Första rundan                   |
| --------------------------- | ------------- | ------------------------------- |
| Namjilyn Bayarsaikhan (MGL) |               | – BYE                           |
| Mauricio Avila (GUA)        |               | – BYE                           |
| Rashid Matumla (TAN)        | 16-8          | Felix Bwalya (ZAM)              |
| Julien Lorcy (FRA)          | 11-7          | Kamal Marjouane (MAR)           |
| Shigeyuki Dobashi (JPN)     | 11-5          | Delroy Leslie (JAM)             |
| Marco Rudolph (GER)         | 10-5          | Vasile Nistor (ROM)             |
| Dariusz Snarski (POL)       | RSC-3         | Justin Rowsell (AUS)            |
| Moses Odion (NGR)           | 18-8          | Janos Petrovics (HUN)           |
| Oscar De La Hoya (USA)      | RSC-3         | Adilson Rosa Silva (BRA)        |
| Henry Kungsy (PNG)          | 13-9          | Hussain Arshad (PAK)            |
| Tontcho Tontchev (BUL)      | 14-12         | Julio González Valladares (CUB) |
| Artur Grigorian (EUN)       | 11-10         | Óscar Palomino (ESP)            |
| Hong Sung-Sik (KOR)         | 11-2          | Yong Chol Yun (PRK)             |
| Ronald Chavez (PHI)         | 18-10         | Emil Rizk (EGY)                 |
| William Irwin (CAN)         | RSCH 3:e rdn  | Alan Andrew Vaughan (GBR)       |

### Andra rundan
| Vinnare                     | Resultat     | Förlorare               |
| Andra rundan                | Andra rundan | Andra rundan            |
| --------------------------- | ------------ | ----------------------- |
| Namjilyn Bayarsaikhan (MGL) | 15-0         | Mauricio Avila (GUA)    |
| Rashid Matumla (TAN)        | 12-2         | Jacobo Garcia (ISV)     |
| Julien Lorcy (FRA)          | RSC-2        | Shigeyuki Dobashi (JPN) |
| Marco Rudolph (GER)         | 10-1         | Dariusz Snarski (POL)   |
| Oscar De La Hoya (USA)      | 16-4         | Moses Odion (NGR)       |
| Tontcho Tontchev (BUL)      | 11-2         | Henry Kungsy (PNG)      |
| Hong Sung-Sik (KOR)         | 9-3          | Artur Grigorian (EUN)   |
| Ronald Chavez (PHI)         | 8-1          | William Irwin (CAN)     |

### Kvartsfinaler
| Vinnare                     | Resultat      | Förlorare              |
| Kvartsfinaler               | Kvartsfinaler | Kvartsfinaler          |
| --------------------------- | ------------- | ---------------------- |
| Namjilyn Bayarsaikhan (MGL) | 9-6           | Rashid Matumla (TAN)   |
| Marco Rudolph (GER)         | 13-10         | Julien Lorcy (FRA)     |
| Oscar De La Hoya (USA)      | 16-7          | Tontcho Tontchev (BUL) |
| Hong Sung-Sik (KOR)         | KO-1          | Ronald Chavez (PHI)    |

### Semifinaler
| Vinnare                | Resultat    | Förlorare                   |
| Semifinaler            | Semifinaler | Semifinaler                 |
| ---------------------- | ----------- | --------------------------- |
| Marco Rudolph (GER)    | WO          | Namjilyn Bayarsaikhan (MGL) |
| Oscar De La Hoya (USA) | 11-10       | Hong Sung-Sik (KOR)         |

### Final
| Vinnare                | Resultat | Förlorare           |
| Final                  | Final    | Final               |
| ---------------------- | -------- | ------------------- |
| Oscar De La Hoya (USA) | 7-2      | Marco Rudolph (GER) |